# Wilczoruda
Wilczoruda – wieś sołecka w Polsce położona w województwie mazowieckim, w powiecie grójeckim, w gminie Pniewy.
Wieś szlachecka Ruda położona była w drugiej połowie XVI wieku w powiecie grójeckim ziemi czerskiej województwa mazowieckiego. W latach 1975–1998 miejscowość administracyjnie należała do województwa radomskiego.
Mieszkańcy Wilczorudy utrzymują się głównie z sadownictwa. Wieś położona jest na skraju doliny rzeki Jeziorki.